# Рога Нимона
Рога Нимона (англ. The Horns of Nimon) — пятая и последняя (не считая серии «Шада») серия семнадцатого сезона британского научно-фантастического телесериала «Доктор Кто», состоящая из четырёх эпизодов, которые были показаны в период с 22 декабря 1979 года по 12 января 1980 года.

## Сюжет
Сконнанская империя уже угасает, но многие еще жаждут завоеваний. На Сконнос прибывает Нимон, обещающий в обмен на дань восстановить былое величие в обмен на серию подношений от их лидера Солдида в виде группы молодых рабов с планеты Анет и нескольких кристаллов гиметиста. Но корабль с последней партией похищенных ломается в космосе, а первый пилот погибает.
ТАРДИС находится в полуразобранном состоянии для модификаций. Она материализуется слишком близко к искусственной черной дыре, поэтому Доктор расширяет силовое поле ТАРДИС до люка сконнанского корабля и переходит на него вместе с Романой. На борту он замечает кристаллы гиметиста и трюм с молодыми людьми. Второй пилот ведет путешественников под дулом пистолета на мостик, Романа чинит корабль с помощью гиметиста, а Доктор идет на ТАРДИС за инструментами. На борту он узнает о падении Сконнанской империи.
Пилот заводит корабль и улетает, оставляя ТАРДИС в опасности затеряться в космосе, но Доктору удается попасть на Сконнос. Туда же прибывает и корабль с пленниками и Романой. Второй пилот лжет Солдиду о том, что починил корабль сам, но его вместе с пленниками и Романой с кристаллами отправляют в лабиринт Нимона. Туда же отправляется и Доктор. В комплексе Нимон убивает пилота, но его отвлекает Доктор, который спасает Роману, Сета и Теку.
Нимон включает свою машину, и появляется светящийся туннель. Появляется капсула для путешествия между черными дырами, из которой выходят двое нимонов. Они объявляют, что планета Кринот умирает, и нимоны должны продолжить Великое Путешествие Жизни на Сконнос. Доктор случайно посылает капсулу вместе с Романой, но, прежде чем он возвращает все на места, прибывает Солдид и ломает панель управления.
На Криноте Романа встречает старика по имени Сизом, который помог прибыть нимонам в их мир. Он обнаружил, что кристалл ясенита, вставленный в посох нимонов, помогает их оглушить. Он дает Романе один кристалл и помогает ей сбежать, но погибает сам.
Доктор чинит транспорт и возвращает Роману. Та передает кристалл Сету, который оглушает Солдида, забирает его посох и вырубает прибывшего нимона. Сет убивает Солдида, пытавшегося взорвать комплекс вместе со всеми, K-9 выводит всех, и все здание взрывается.
Сет и Тека выводят корабль с пленниками со Сконноса, Кринот взрывается, и угроза Нимонов больше не существует.

## Трансляции и отзывы
| Эпизод            | Дата показа     | Продолжительность | Телезрители (в миллионах) |
| ----------------- | --------------- | ----------------- | ------------------------- |
| «Часть 1»         | 22 декабря 1979 | 25:41             | 6,0                       |
| «Часть 2»         | 29 декабря 1979 | 25:26             | 8,8                       |
| «Часть 3»         | 5 января 1980   | 23:00             | 9,8                       |
| «Часть 4»         | 12 января 1980  | 26:45             | 10,4                      |
| [ 1 ] [ 2 ] [ 3 ] |                 |                   |                           |

## Интересные факты
- Это последняя серия (не считая серии «Шада»), где Дэвид Брирли озвучивал K-9. В начале следующего сезона к этой роли вновь вернулся Джон Лисон.
- Не считая серии «Шада», это последняя серия для продюсера сериала Грэма Уильямса, которого в начале следующего сезона заменил Джон Нэйтан-Тёрнер, оставшийся до конца классического сериала, и композитора Дадли Симпсона, работавшего с сериалом с начала второго сезона (его сменил Питер Хауэлл).
- В серии упоминается, что у Романы была звуковая отвертка, но та её потеряла.
- Серия частично основана на мифе о Тесее и Минотавре, что Доктор комментирует в конце.